# Strepera versicolor
Il currawong grigio (Strepera versicolor (Latham, 1801)) è un uccello passeriforme della famiglia Artamidae.

## Etimologia
Il nome scientifico della specie, versicolor, deriva dal latino e significa "di vari colori", in riferimento alla livrea di questi uccelli: anche il loro nome comune è un riferimento alla livrea.

## Descrizione

### Dimensioni
Misura 44–57 cm di lunghezza, per 300-500 g di peso e un'apertura alare di 72–85 cm: a parità d'età, le femmine sono leggermente più piccole e leggere rispetto ai maschi.

### Aspetto

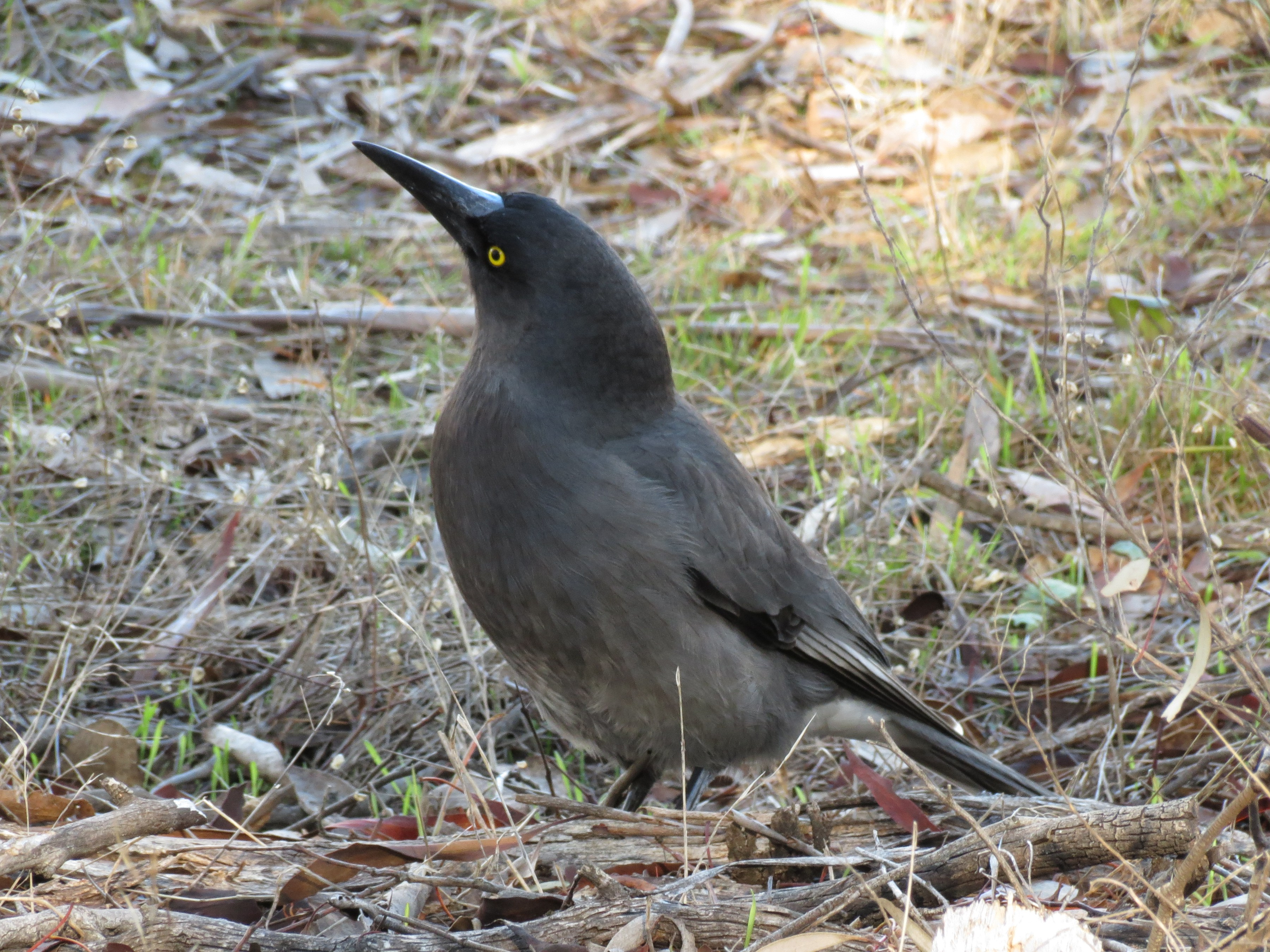
Esemplare al suolo nell'ACT.

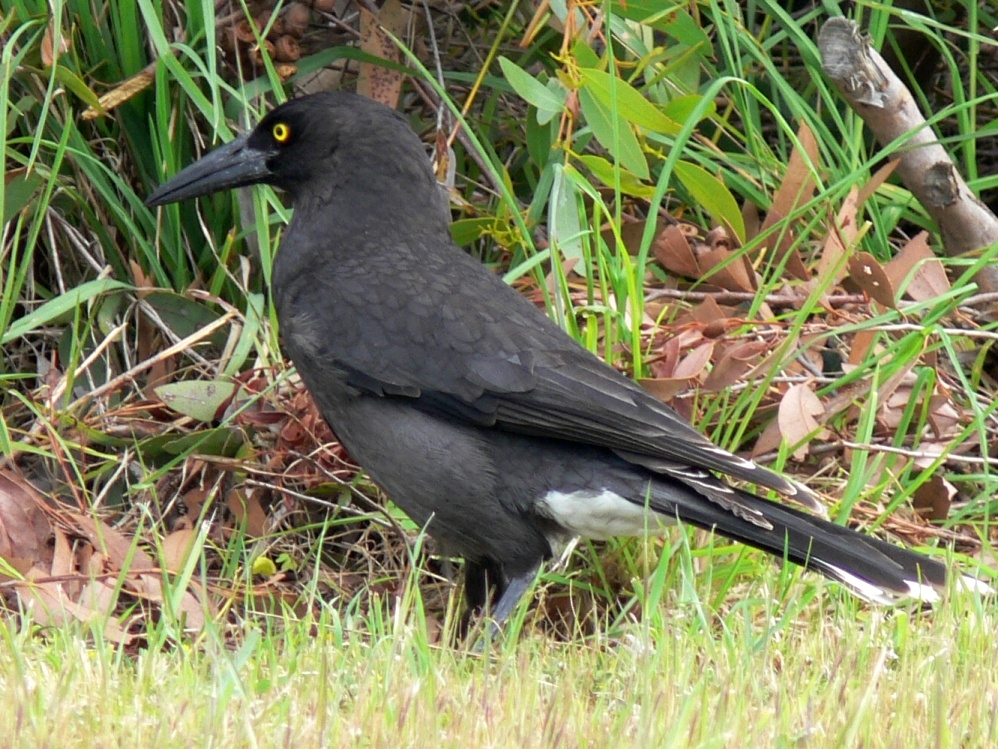
Esemplare della sottospecie melanoptera a Robe.

Si tratta di uccelli dall'aspetto robusto, muniti di lunga coda squadrata, ali lunghe, larghe e digitate, grossa testa con becco lungo con punta della mandibola superiore lievemente uncinata e zampe forti e robuste. Nel complesso, questi uccelli ricordano molto i corvi, dai quali possono essere differenziati per il becco più grande in proporzione alla testa e per la testa più piccola in rapporto alle dimensioni del corpo: essi possono inoltre essere differenziati dalle altre specie di currawong per la tonalità più chiara della colorazione e per la conformazione più slanciata nonostante le dimensioni maggiori.
Il piumaggio si presenta di colore grigio scuro, con tendenza a scurirsi su ali, coda e faccia e ad acquistare tonalità lavanda sul petto e a schiarirsi acquisendo tonalità bruno-sabbia sul ventre: sulle ali è presente uno specchio bianco alla base delle remiganti, così come sono bianchi il sottocoda e la punta della coda. Le penne della gola sono più lunghe delle altre, formando una barbetta.

Le differenti sottospecie presentano differenze anche vistose nella tonalità della colorazione, con la descrizione appena fatta che si accorda alla sottospecie nominale e alla sottospecie plumbea, mentre melanoptera e intermedia sono più scure e tendenti al bruno-nerastro e le sottospecie insulari arguta e halmaturina sono del tutto nere: quest'ultima, assieme a melanoptera, manca inoltre dello specchio alare bianco, o lo presenta in forma indistinta. In generale, la livrea tende a divenire più tendente al bruno con l'età.
In tutte le sottospecie gli occhi sono gialli, mentre il becco (compresa la pelle nuda all'interno di esso) e le zampe sono di colore nero.

## Biologia

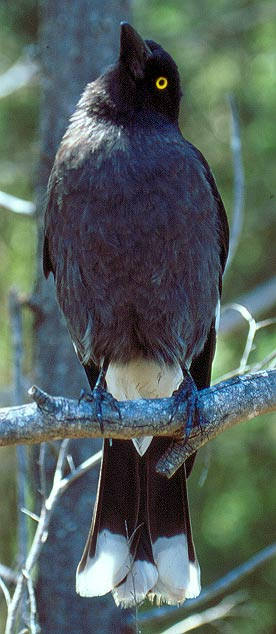
Esemplare in attenzione.

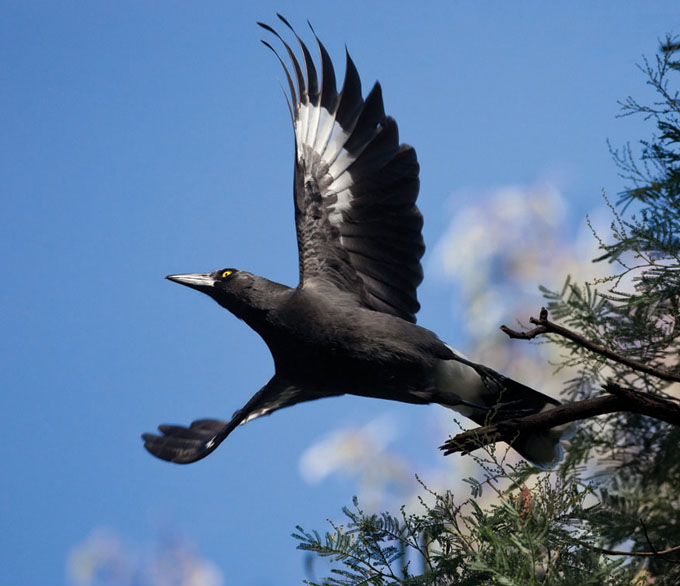
Esemplare spicca il volo a Melbourne, mettendo in evidenza il bianco alare.

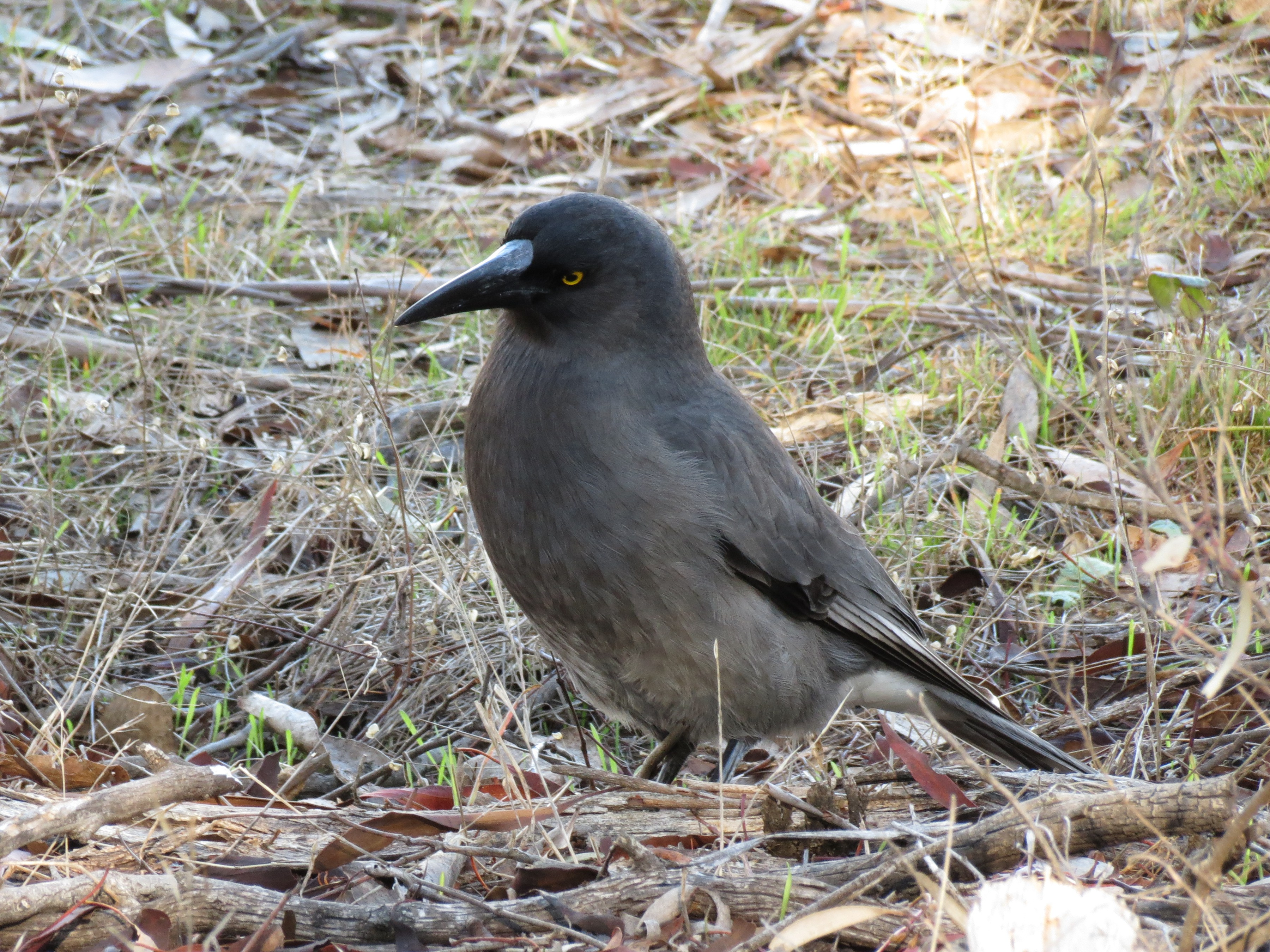
Esemplare al suolo a Canberra.

Il currawong grigio è più timido e riservato rispetto alle altre specie di currawong, sicché viene osservato di rado ed è molto meno conosciuto: in Australia Occidentale, tuttavia, questi uccelli sono diventati più confidenti e temono di meno l'uomo.
Si tratta di uccelli dalle abitudini di vita diurne, che durante il giorno si muovono da soli o in coppie, potendosi tuttavia riunire anche in gruppi comprendenti fino a una decina d'individui (fino a 40 nel caso di fonti di cibo particolarmente abbondanti, come mangiatoie o alberi con frutta in maturazione), talvolta in associazione con le altre specie di currawong: la sottospecie tasmaniana appare più sociale e prona ad essere osservata in gruppi, mentre la sottospecie melanoptera viene quasi sempre osservata da sola.

I gruppi (in base a quanto osservato sulle popolazioni della Wheatbelt) mostrano territorialità, scacciando gli intrusi e rincorrendo i rapaci (lodolaio australiano, nibbio coda squadrata e perfino aquila cuneata) che invadono il loro territorio. Come gli altri currawong, anche quello grigio ama bagnarsi e può essere osservato nei pressi delle pozze d'acqua a cospargersi il piumaggio d'acqua e argilla.
I richiami di questi uccelli sono differenti da quelli delle altre due specie di currawong, rappresentati da alti squittii metallici, simili al cigolio di un ingranaggio: i richiami delle sottospecie insulari sono più morbidi e sono stati paragonati al suono di un martello che batte su di un'incudine, mentre quelli delle sottospecie continentali ricordano i richiami dell'uccello lira. Anche in questa specie il richiamo viene generalmente associato all'approssimarsi della pioggia.

### Alimentazione

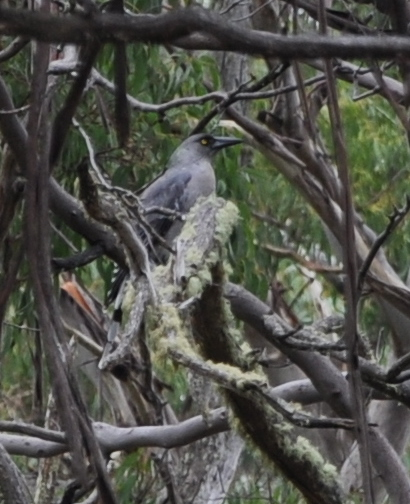
Esemplare cerca il cibo sulle Blue Mountains.

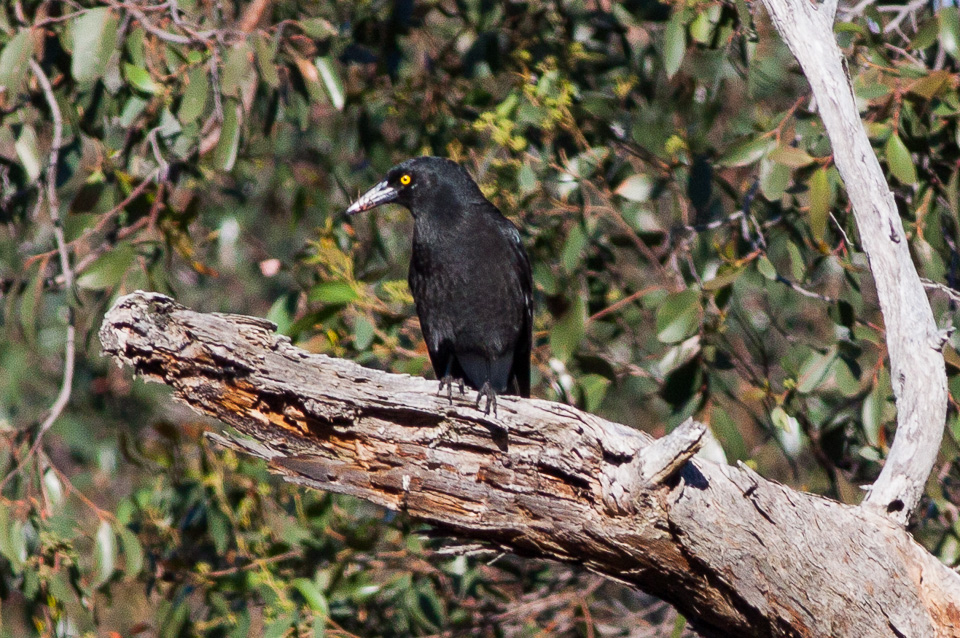
Esemplare si nutre in natura.

La dieta di questi uccelli è onnivora e opportunistica: essi sono stati osservati nutrirsi di una gran varietà di bacche e frutti (fichi, Leucopogon, Exocarpos, macrozamia, vischio arlecchino, astroloma, albero del mirtillo, saltbush e Coprosma quadrifida fra le specie native, nonché piracanta e cotognastro), nettare di giglio giavellotto, ed una varietà di piccoli animali, sia invertebrati (lumache, ragni, insetti) che vertebrati (rane, scinchi, lucertole, topi e nidiacei ed uova sia di specie native che di specie introdotte).
Il cibo viene rinvenuto soprattutto al suolo, e in misura minore fra gli alberi: l'animale sonda il terreno col becco, talvolta utilizzandolo come leva per allargare fessure nella corteccia o fra i sassi per poter estrarre le prede con comodità. Le prede vengono generalmente ingoiate intere, ma soprattutto quelle più voluminose possono essere impalate su rami aguzzi o spine e poi fatte a pezzi col grosso becco, similmente a quanto osservabile fra gli uccelli beccai.
Questi uccelli danneggiano frutteti e piantagioni nutrendosi di frutta e granaglie, oppure sostano nei parcheggi per nutrirsi degli insetti rimasti schiacciati contro i parabrezza: inoltre, avendo l'abitudine di rigurgitare borre, sono dei vettori di alcune specie invasive come l'asparago africano e Chrysanthemoides monilifera. Il consumo di Astroloma pinifolium da parte delle popolazioni tasmaniane sembrerebbe indurre ebbrezza.

### Riproduzione
La stagione riproduttiva cade fra luglio e dicembre: si tratta di uccelli monogami.
Si conosce poco della riproduzione di questi uccelli, in virtù della loro riservatezza e dell'inaccessibilità delle aree di nidificazione: il nido è a coppa, piuttosto appiattito, e viene edificato preferibilmente su di un grosso eucalipto, utilizzando come materiale da costruzione rametti sottili per la parte esterna ed erba e corteccia per quella interna.

Al suo interno la femmina depone 1-5 uova (solitamente tre) che mostrano una certa variabilià di colorazione, legata alla sottospecie ma generalmente tendente al beige con pezzature bruno-rossicce. Il periodo di cova non è noto con certezza, ma in base a una singola osservazione sembrerebbe essere di circa 23 giorni.
I pulli sono ciechi ed implumi alla schiusa, e vengono accuditi da ambedue i genitori fino all'indipendenza: essi assumono la colorazione adulta attorno all'anno d'età, mantenendo prima di ciò occhi bruni (essi divengono infatti gialli attorno ai quattro mesi di vita), becco con punta e parte interna tendenti al giallo e tonalità del piumaggio maggiormente tendente al bruno.
Il currawong grigio subisce (in base a una singola osservazione) parassitismo di cova da parte del cuculo becco scanalato: questi uccelli inoltre presentano una certa mortalità in fase nidicola dovuta agli attacchi da parte dell'affine currawong pezzato.

## Distribuzione e habitat

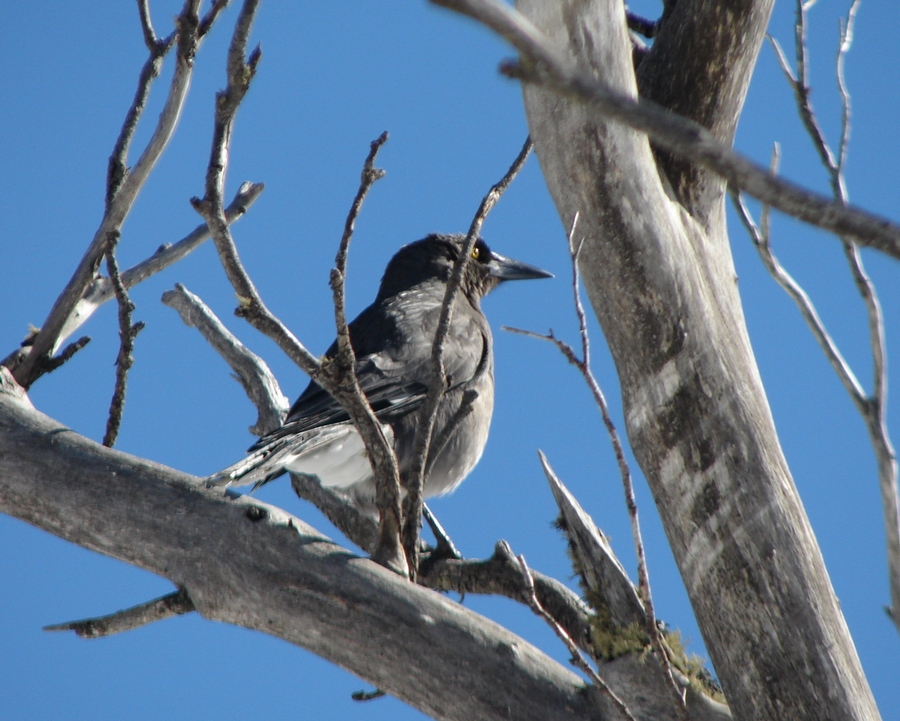
Esemplare su Eucalyptus pauciflora sulle Alpi Vittoriane.

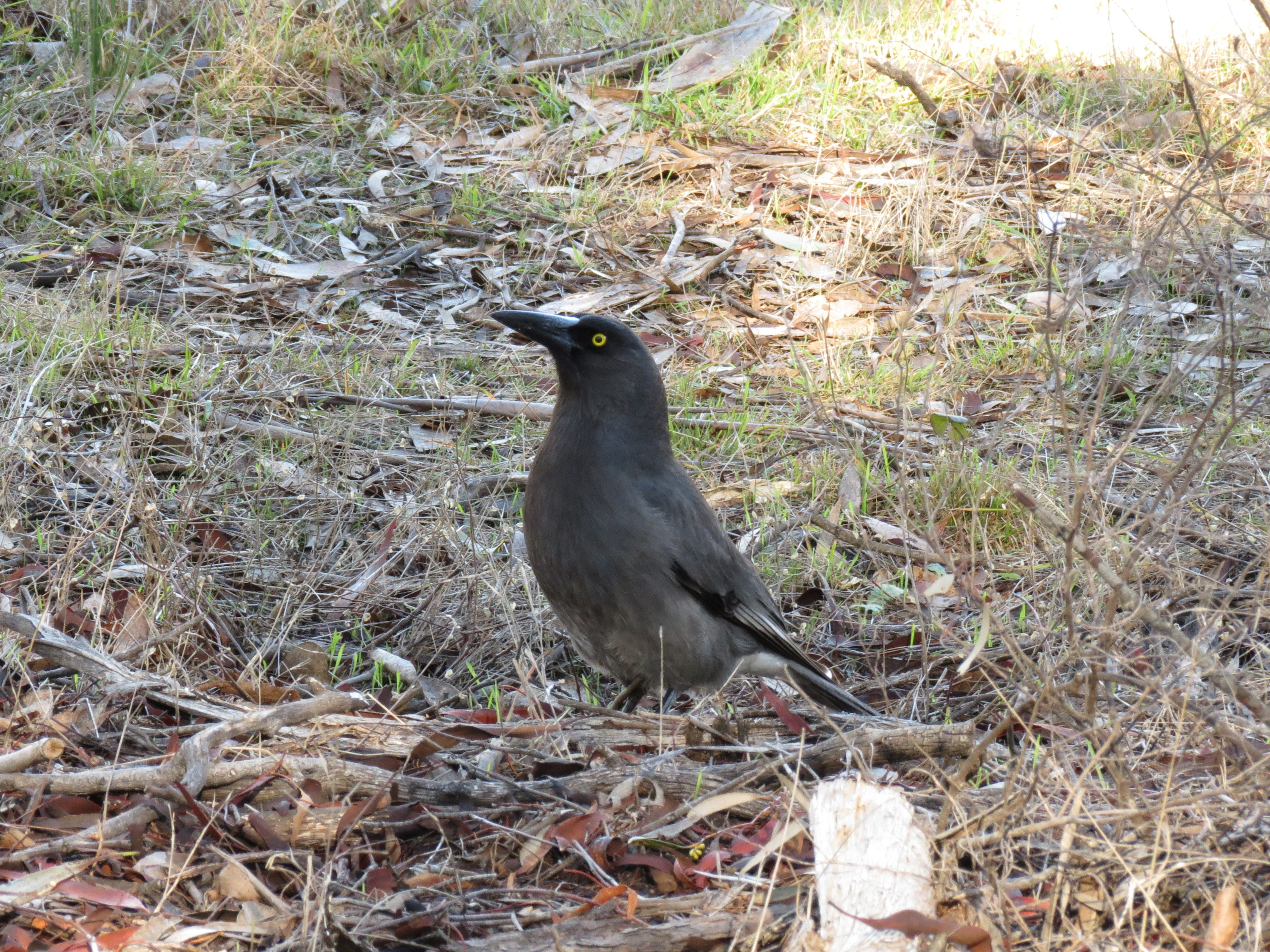
Esemplare al suolo nei pressi di Canberra.

Il currawong grigio è diffuso in un'ampia fascia dell'Australia meridionale che va dal Nuovo Galles del Sud centro-orientale alla metà meridionale dell'Australia Occidentale: la specie è inoltre presente in Tasmania (della quale occupa le porzioni settentrionali e orientali, mentre risulta assente dalle isole di King e Flinders, nello stretto di Bass) e, con una popolazione isolata, nell'area di confine fra il Territorio del Nord, l'Australia Occidentale e l'Australia Meridionale.
L'habitat di questi uccelli è rappresentato dalla foresta a sclerofille sia secca che umida, a prevalenza di eucalipto ed acacia con sottobosco a Eremophila: essi mostrano preferenza per le aree dove la parte alberata lascia il posto ad aree aperte o cespugliose.

## Tassonomia
Se ne riconoscono sei sottospecie:

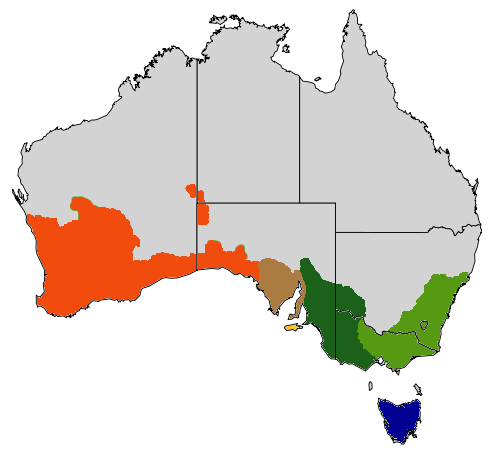
Distribuzione delle varie sottospecie: nominale in verde chiaro, melanoptera in verde scuro, arguta in blu, halmaturina in giallo, intermedia in marrone, plumbea in rosso.

- Strepera versicolor versicolor (Latham, 1801) - la sottospecie nominale, diffusa nella porzione più orientale dell'areale occupato dalla specie, dal Nuovo Galles del Sud alle pendici meridionali della Grande Catena Divisoria nel Victoria;
- Strepera versicolor arguta Gould, 1846 – endemica della Tasmania;
- Strepera versicolor melanoptera Gould, 1846 – diffusa dall'Australia Meridionale sud-orientale al Victoria nord-occidentale;
- Strepera versicolor halmaturina Mathews, 1912 – endemica di Kangaroo Island;
- Strepera versicolor intermedia Sharpe, 1877 – diffusa dal confine orientale della piana di Nullarbor alla penisola di Yorke;
- Strepera versicolor plumbea Gould, 1846 – diffusa da Geraldton in maniera discontinua ai monti Musgrave e nel Gran Deserto Vittoria.

Alcuni autori riconoscerebbero anche una sottospecie howei del Victoria nord-occidentale e centralia del nord-ovest dell'Australia Meridionale, generalmente ritenute rispettivamente una popolazione meticcia e un sinonimo di S. v. plumbea.

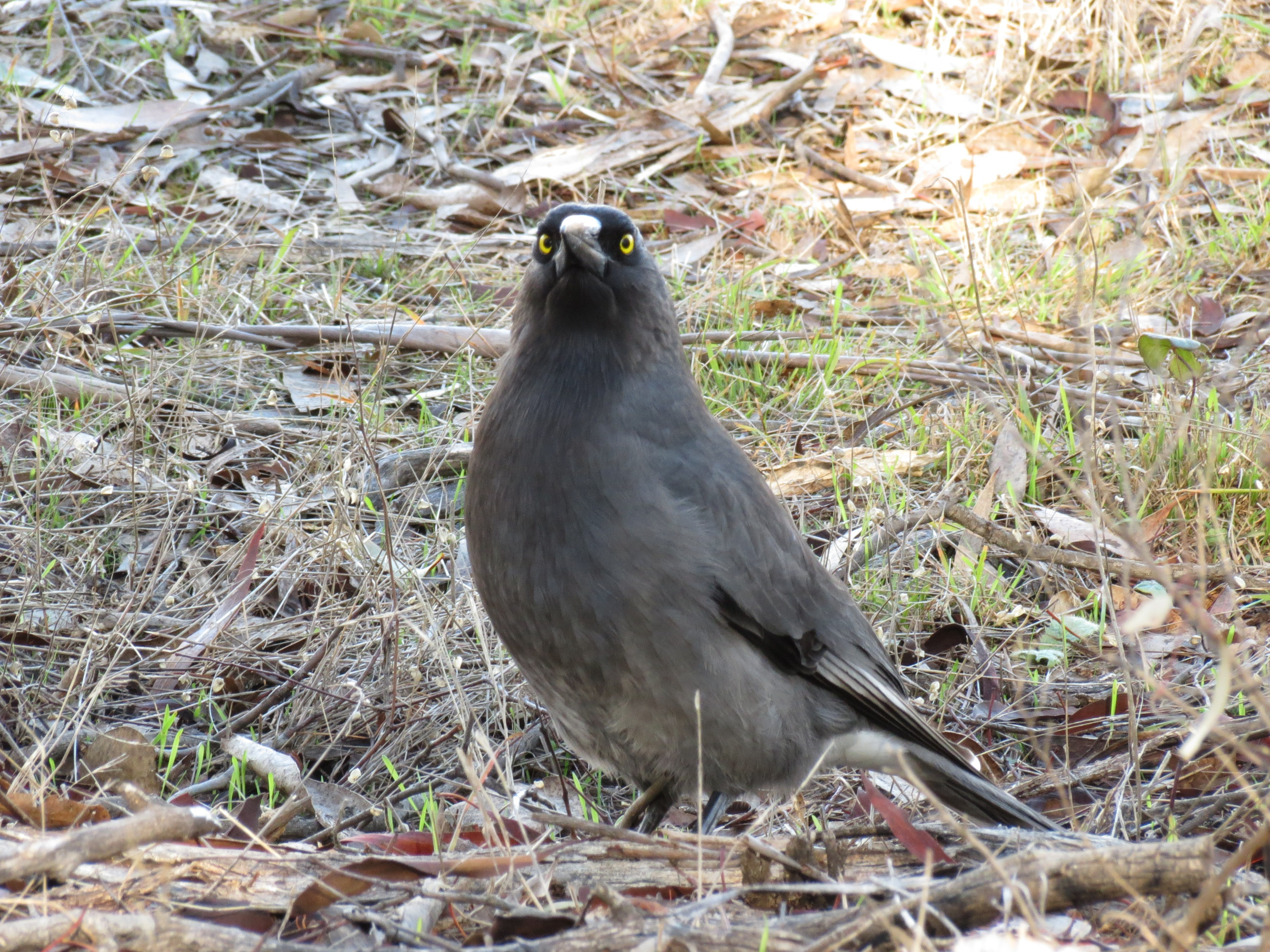
Esemplare della sottospecie nominale.
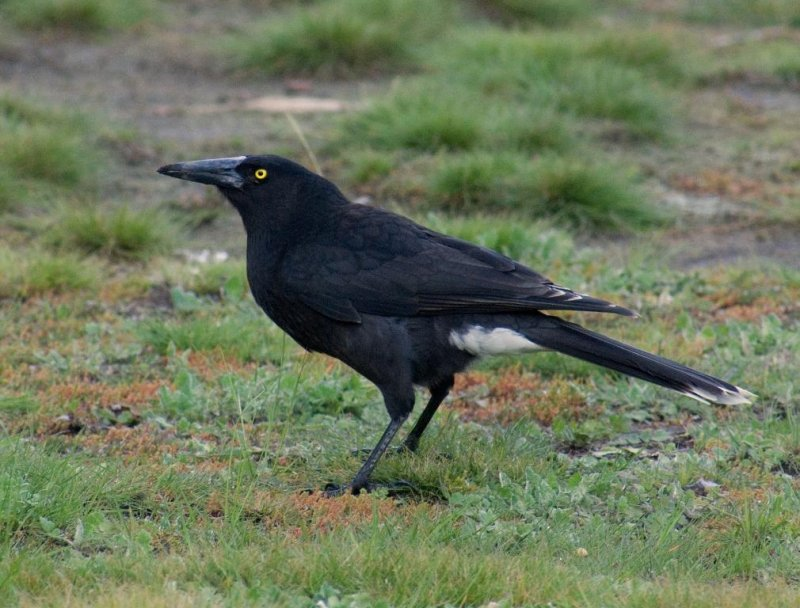
Esemplare della sottospecie arguta.
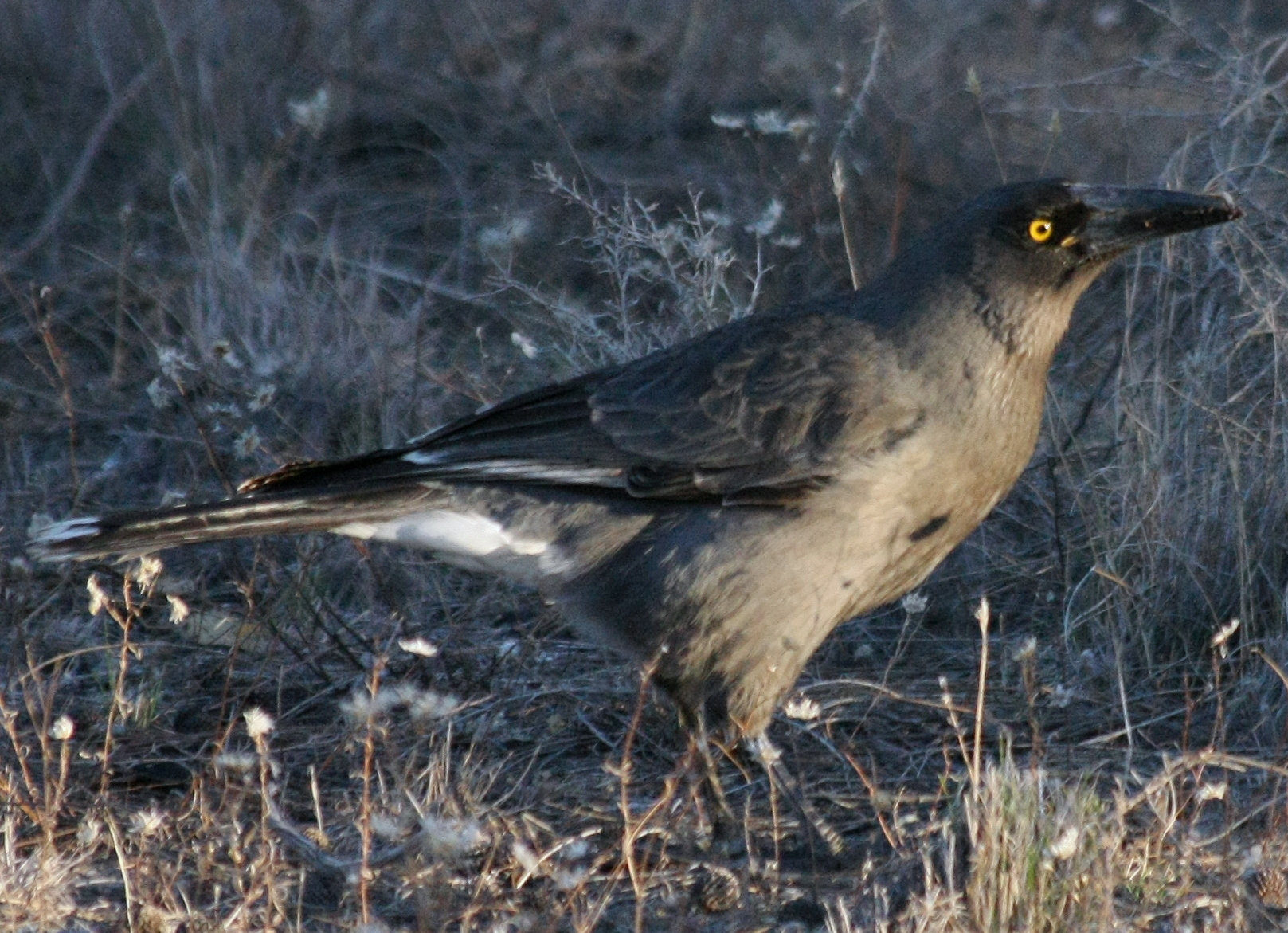
Esemplare della sottospecie plumbea.
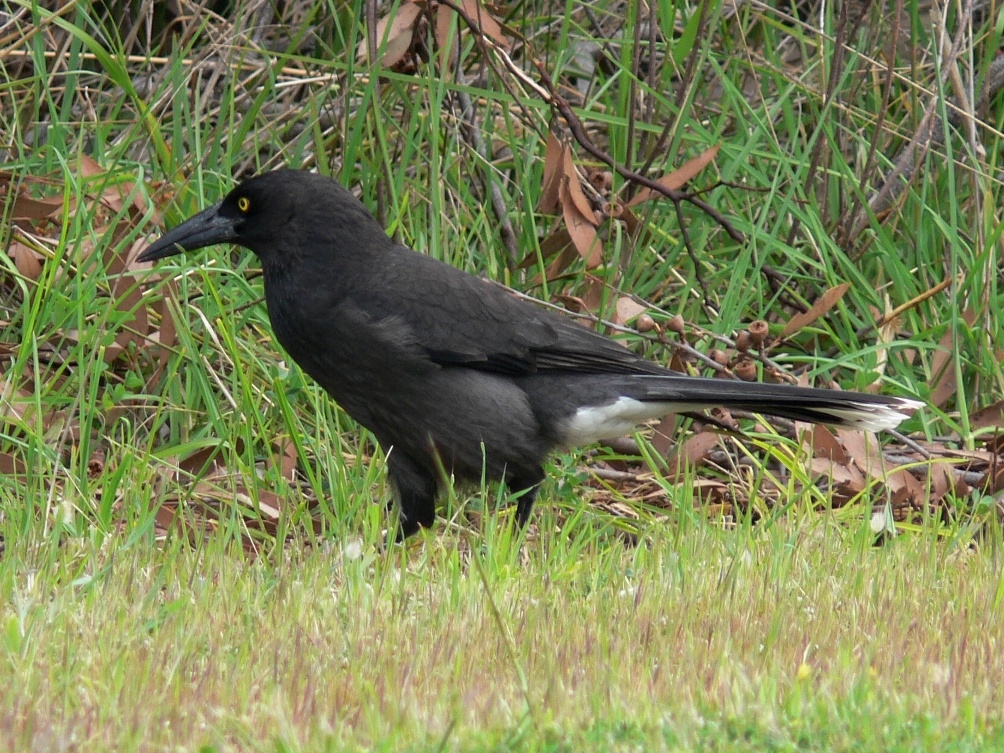
Esemplare della sottospecie melanoptera.

In virtù della variabilità del piumaggio, alcuni autori riconoscerebbero quattro specie a sé stanti (S. versicolor comprendente le sottospecie nominale e plumbea, S. intermedia, S. melanoptera comprendente melanoptera e halmaturina e S. arguta): tuttavia, le differenze a livello genetico  e di vocalizzazioni fra le varie sottospecie sono minime, ed esse si meticciano senza problemi nelle aree in cui i loro areali si vengono a sovrapporre.